# Stela Farias
Stela Beatriz Farias Lopes, conhecida como Stela Farias (Ibirubá, 22 de novembro de 1964), é uma professora e política brasileira filiada ao Partido dos Trabalhadores (PT).

## Biografia

### Início de vida
Stela Farias nasceu em Ibirubá, Rio Grande do Sul, em 22 de novembro de 1964. Mudou-se para Alvorada aos onze anos de idade, onde construiu sua vida pública. Iniciou sua militância social na Pastoral da Juventude nos anos 1980.

### Formação acadêmica
Stela Farias é formada em História pelas Faculdades Porto-Alegrenses (FAPA, hoje parte da UniRitter). e possui pós-graduação em Gestão Pública. Trabalhou como professora na rede estadual de ensino e atuou nas lutas dos professores no CPERS/Sindicato, onde também foi dirigente.

## Carreira política
Stela Farias iniciou sua trajetória política em Alvorada, onde foi presidente do PT municipal em 1992.

### Vereadora
Em 1992, foi eleita vereadora de Alvorada, exercendo o mandato de 1993 a 1996.

### Prefeita de Alvorada
Stela Farias foi eleita prefeita de Alvorada por dois mandatos consecutivos. O primeiro mandato foi de 1997 a 2000, com 35.630 votos, e o segundo de 2001 a 2004, com 53.226 votos. Foi a única mulher a ocupar o cargo de prefeita na cidade.

### Secretária Estadual
Entre 2011 e 2014, Stela Farias licenciou-se do mandato de deputada estadual para assumir a Secretaria Estadual de Administração e Recursos Humanos no governo de Tarso Genro. Durante sua gestão, negociou com diversas categorias do funcionalismo público, contribuindo para o maior quadro de reajustes salariais na história do Rio Grande do Sul e para a recuperação das funções públicas do Estado. Também criou programas como o de Compras Públicas para Micro e Pequenas Empresas (Fornecer) e o de Gestão do Patrimônio do Estado (Otimizar).

### Deputada estadual
Stela Farias foi eleita pela primeira vez deputada estadual do Rio Grande do Sul para a 52ª Legislatura (2007-2011), com 55.229 votos. Foi reeleita para a 53ª Legislatura (2011-2015), com 48.070 votos.
Para a 54ª Legislatura (2015-2019), ficou na suplência com 30.661 votos, mas em março de 2022, Stela assumiu a cadeira de deputada estadual depois que Luís Augusto Lara (PTB) foi cassado pelo Tribunal Superior Eleitoral.
Conquistou seu quinto mandato de deputada estadual na 56ª Legislatura (2023-2027), com 37.957 votos.

### Atuação parlamentar e projetos de lei
Na Assembleia Legislativa, Stela Farias presidiu a Comissão de Serviços Públicos e foi membro da CPI do Detran. Também presidiu a CPI da Corrupção, que investigou desvios de recursos em órgãos públicos e resultou no afastamento e indiciamento de diversos agentes.
Sua atuação parlamentar é marcada pela defesa dos direitos humanos, dos movimentos sociais, da educação, da saúde e da segurança pública. É autora da Lei 12.954, que determina o registro e a divulgação dos índices de violência contra a mulher no Rio Grande do Sul.
Stela Farias também se destacou na oposição a governos de orientação neoliberal, trabalhando para impedir a prorrogação de contratos de pedágio durante o governo de Yeda Crusius. Defende o serviço público, a luta das mulheres, das pessoas com deficiência e do segmento LGBT+.
Entre seus projetos de lei recentes, destacam-se:
- Projeto de Lei 43/2023: Estabelece diretrizes para a criação do “Protocolo Não se Cale RS” de enfrentamento e apoio a mulheres e meninas vítimas de violência sexual ou assédio em estabelecimentos de lazer.[11]
- Projeto de Lei 513/2023: Institui a Política Estadual de Prevenção, Gestão e Enfrentamento a Catástrofes Ambientais e Climáticas.[12]
- Projeto de Lei 402/2023: Altera a Lei nº 13.320 de 2009, que consolida a legislação relativa à pessoa com deficiência no Rio Grande do Sul.[13]

### Candidatura à presidência do diretório estadual do PT no Rio Grande do Sul
Em julho de 2025, Stela Farias foi uma das seis pessoas candidatas à presidência do diretório estadual do Partido dos Trabalhadores no Rio Grande do Sul. Também concorreram Júlio Quadros, Marcelo Carlini, Sofia Cavedon, Thiago Braga e Valdeci Oliveira. Todos participaram de um debate realizado na Assembleia Legislativa do Rio Grande do Sul na quinta-feira anterior à eleição, no qual foram discutidos temas como a reconexão com as bases, alianças partidárias e estratégias para 2026.Porém não foi eleita, Sofia Cavedon e Valdeci Oliveira disputam o 2º turno.

## Desempenho eleitoral
| Ano  | Eleição                       | Partido | Cargo             | Votos  | Resultado | Ref.   |
| ---- | ----------------------------- | ------- | ----------------- | ------ | --------- | ------ |
| 1992 | Municipal de Alvorada         | PT      | Vereadora         | 399    | Eleita    | [ 6 ]  |
| 1996 | Municipal de Alvorada         | PT      | Prefeita          | 35.630 | Eleita    | [ 6 ]  |
| 2000 | Municipal de Alvorada         | PT      | Prefeita          | 53.226 | Reeleita  | [ 6 ]  |
| 2006 | Estadual no Rio Grande do Sul | PT      | Deputada estadual | 55.229 | Eleita    | [ 6 ]  |
| 2010 | Estadual no Rio Grande do Sul | PT      | Deputada estadual | 48.070 | Reeleita  | [ 6 ]  |
| 2014 | Estadual no Rio Grande do Sul | PT      | Deputada estadual | 41.719 | Reeleita  | [ 5 ]  |
| 2018 | Estadual no Rio Grande do Sul | PT      | Deputada estadual | 30.661 | Suplente  | [ 8 ]  |
| 2022 | Estadual no Rio Grande do Sul | PT      | Deputada estadual | 37.957 | Eleita    | [ 10 ] |